# Gerta Keller
Gerta Keller (nascuda el 7 de març de 1945) és una paleontòloga contrària a la Hipòtesi Alvarez segons la qual el Cràter Chicxulub hauria causat la gran extinció de fa 66 milions d'anys. Keller manté que aquest impacte és molt anterior a l'extinció i que probablement la causa principal va ser-ne el volcanisme del Deccan.

## Biografia
Keller tenia 11 germans i fins als 12 anys va viure en condicions de pobresa i de discriminació per raons de sexe en una granja de Suïssa.
Als 17 anys va treballar com costurera en males condicions econòmiques per a l'empresa Pierre Cardin. El 1965 va sobreviure als trets d'un atracament en un banc.
El 1978 es va doctorar en geologia i paleontologia a la Universitat de San Francisco.

### Paleontologia
Keller treballà per al United States Geological Survey i Stanford. A la Universitat de Princeton estudià el Límit Cretaci-Paleogen (K–T boundary), el senyal geològic de l'extinció del Cretaci-Paleogen. Keller va manifestar que els investigadors anteriors havien sobreestimat els efectes de l'impacte del Cràter Chicxulub.
Les anàlisis i conclusions del material geològic i de la seva edat que va fer Keller no s'adeien amb la Hipòtesi Alvarez.

## Algunes publicacions
- Blair Schoene, Kyle M. Samperton, Michael P. Eddy, Gerta Keller, Thierry Adatte, Samuel A. Bowring, Syed F. R. Khadri & Brian Gertsch «U-Pb geochronology of the Deccan Traps and relation to the end-Cretaceous mass extinction». Revue Science, 2014. DOI: 10.1126/science.aaa0118.
- Keller G, Abramovich S, Berner Z, Adatte T «Biotic effects of the Chicxulub impact, K–T catastrophe and sea level change in Texas». Palaeogeography, Palaeoclimatology, Palaeoecology, 271, 1–2, 01-01-2009, pàg. 52–68. DOI: 10.1016/j.palaeo.2008.09.007.
- Gerta Keller, Thierry Adatte, Alfonso Pardo Juez & Jose G. Lopez-Oliva «New evidence concerning the age and biotic effects of the Chicxulub impact in NE Mexico». Journal of the Geological Society, 166, 3, 2009, pàg. 393–411. DOI: 10.1144/0016-76492008-116.
- Gerta Keller, T. Adatte, S. Gardin, A. Bartolini and S. Bajpai «Main Deccan volcanism phase ends near the K–T boundary: Evidence from the Krishna–Godavari Basin, SE India». Earth and Planetary Science Letters, 268, 3–4, 30-04-2008, pàg. 293–311. Bibcode: 2008E&PSL.268..293K. DOI: 10.1016/j.epsl.2008.01.015.
- Gerta Keller, Thierry Adatte, Zsolt Berner, Markus Harting, Gerald Baum, Michael Prauss, Abdel Tantawy and Doris Stueben «Chicxulub impact predates K–T boundary: New evidence from Brazos, Texas». Earth and Planetary Science Letters, 255, 3–4, 30-03-2007, pàg. 339–356. Bibcode: 2007E&PSL.255..339K. DOI: 10.1016/j.epsl.2006.12.026.
- Gerta Keller «Impact stratigraphy: Old principle, new reality». GSA Special Papers, 437, 2007, pàg. 147–178. DOI: 10.1130/2008.2437(09).
- Keller G, Adatte T, Stinnesbeck W, Rebolledo-Vieyra, Fucugauchi JU, Kramar U, Stueben D «Chicxulub impact predates the K-T boundary mass extinction». PNAS, 101, 11, 2004, pàg. 3753–3758. Bibcode: 2004PNAS..101.3753K. DOI: 10.1073/pnas.0400396101. PMC: 374316. PMID: 15004276.
- Gerta Keller, W. Stinnesbeck, T. Adatte and D. Stueben «Multiple impacts across the Cretaceous–Tertiary boundary». Earth-Science Reviews, 62, 3–4, 9-2003, pàg. 327–363. Bibcode: 2003ESRv...62..327K. DOI: 10.1016/S0012-8252(02)00162-9.
- Cretaceous-Tertiary Mass Extinctions : Biotic and Environmental Changes.  W. W. Norton & Co., 1996. ISBN 0-393-96657-7.
- Ward W. C., Keller G., Stinnesbeck W., Adatte T. «Yucatán subsurface stratigraphy: Implications and constraints for the Chicxulub impact». Geology, 23, 10, 10-1995, pàg. 873–876. Bibcode: 1995Geo....23..873W. DOI: 10.1130/0091-7613(1995)023<0873:YNSSIA>2.3.CO;2.